# Kurt Diemer (Historiker)
Kurt Diemer (* 22. Mai 1942 in Biberach an der Riß) ist ein deutscher Historiker und Archivar.

## Leben
Diemer studierte Geschichte, Germanistik und Wissenschaftliche Politik. 1970 wurde er an der Eberhard Karls Universität Tübingen mit der Arbeit Die Heiratsverhandlungen zwischen Königin Elisabeth I. von England und Erzherzog Karl von Innerösterreich 1558 bis 1570  zum Dr. phil. promoviert. Seit dem Studium ist er Mitglied der katholischen Studentenverbindung KStV Stauffenberg Tübingen im KV.
Er war Stadtarchivar von Biberach und bis zu seiner Pensionierung 2005 Kreisarchivdirektor des Landkreises Biberach.
Seit 1969 ist er Ausschussmitglied der heutigen „Gesellschaft für Heimatpflege“, bis 2010 Vorstandsmitglied. Seit 1980 ist er Schriftleiter der „BC Heimatkundliche Blätter für Stadt und Landkreis Biberach“. 1996 war er Mitbegründer der „Gesellschaft Oberschwaben für Geschichte und Kultur“, bis 2004 unter anderem stellvertretender Vorsitzender.
1990 wurde Kurt Diemer von Kardinal-Großmeister Giuseppe Kardinal Caprio zum Ritter des Ritterordens vom Heiligen Grab zu Jerusalem ernannt und am 20. Oktober 1990 im Kölner Dom durch Joachim Kardinal Meisner investiert. Er ist Komtur des Ordens.

## Ehrungen und Auszeichnungen
- Ernennung zum Ritter vom Heiligen Grab (1990)
- Martinus-Medaille für sein ehrenamtliches Engagement in der Diözese Rottenburg-Stuttgart (1995)
- Bundesverdienstkreuz am Bande des Verdienstordens der Bundesrepublik Deutschland (2001)
- Ehrenmitgliedschaft der Schützendirektion – Biberacher Schützenfest (2002)
- Ehrenmitgliedschaft Katholisches Schulwerk Biberach e. V.
- Ritterwürde des Päpstlichen Silvesterordens durch Papst Franziskus (2014)[2]
- Heimatmedaille des Landes Baden-Württemberg (2014)[3]
- Bürgermedaille der Stadt Biberach/Riß (2022)

## Schriften
- Die Heiratsverhandlungen zwischen Königin Elisabeth I. von England und Erzherzog Karl von Innerösterreich 1558–1570. Diss., Universität Tübingen 1970.
- mit Ulrike Gauss: Carl von Ebersberg, 1818–1880: Gemälde, Aquarelle, Zeichnungen. Städtische Sammlungen, Biberach 1973.
- mit Erich Nau: Die Kreiskrankenhäuser des Landkreises Biberach: Geschichte, Entwicklung, Perspektiven. Landkreis Biberach, Biberach 1976.
- in der Reihe Der Landkreis Biberach im Lichtbild. Kreisbildstelle, Biberach
  - Kunst der Romanik und Gotik. 1983.
  - mit Peter Rapp: Barock im Landkreis Biberach. 1985.
- Zur Geschichte von Pfarrei und Gemeinde Emerfeld. 850 Jahre Pfarrei Emerfeld (1133–1983). In: Heimatkundliche Blätter für den Kreis Biberach, Jg. 7 (1984), Heft 1, S. 12–18.
- als Herausgeber: Conrad Wolfgang Platz: Newe Zeitung vnd Buszspiegel: von dem Straal, so zu Biberach dises lauffenden 84. Jars, den 10. tag Maii, in den Kirchen vnnd Glockenthurm eingeschlagen. Biberacher Verlagsdruckerei, Biberach 1984, ISBN 3-924489-26-2.
- 75 Jahre Kaufmännische Schule Biberach. Landkreis Biberach, Biberach 1984.
- 750 Jahre Hospital zum Heiligen Geist Biberach. Biberacher Verlagsdruckerei, Biberach 1989.
- Alt-Biberach. Bilder einer Stadt. Höhn, Biberach 1990, ISBN 3-924392-14-5.
- Ausgewählte Quellen zur Biberacher Geschichte, 1491–1991. Theiss, Stuttgart 1991, ISBN 3-806210012.
- als Herausgeber mit Dieter Stievermann und Volker Press: Geschichte der Stadt Biberach. Theiss, Stuttgart 1991, ISBN 3-8062-0564-7.
- Kunstsammlung des Landkreises Biberach. Landratsamt, Biberach 1991.
- Johann Zick in Biberach. In: Heimatkundliche Blätter für den Kreis Biberach, Jg. 19 (1996), Heft 2, S. 25–27.
- Landkreis Biberach im Herzen Oberschwabens. VeBu Druck Buchdruck, Biberach 1998.
- Reformation und Katholische Erneuerung in Oberschwaben. Biberacher Verlagsdruckerei, Biberach 1999.
- Ein langer Schatten über Oberschwaben? Zur wirtschaftlichen und gesellschaftlichen Lage und Entwicklung Oberschwabens im 19. und frühen 20. Jahrhundert und die Rolle der Sparkassen. Biberacher Verlagsdruckerei, Biberach 2004.
- Hauschronik des Leopold Hofheimer. Aufzeichnungen des israelitischen Lehrers und Vorsängers in Kappel bei Buchau 1841–1865. Isele, Konstanz 2004, ISBN 3-86142-302-2.
- als Herausgeber: Joseph von Schirt: Medizinische Topographie des Fürstentums Ochsenhausen. Isele, Konstanz 2006, ISBN 3-86142-379-0.
- Biberach an der Riß. Zur Geschichte einer oberschwäbischen Reichsstadt. Biberacher Verlagsdruckerei, Biberach 2007, ISBN 978-3-933614-31-5.
- als Herausgeber: Das Bürgerbuch der Reichsstadt Biberach, 1601–1700. Isele, Konstanz 2008, ISBN 978-3-86142-452-9.
- Archiv der Katholischen Pfarrei St. Martin und Maria Biberach an der Riss. Repertorium des Archivs des Katholischen Rates. Pfarrei Sankt Martinus und Sankt Maria, Biberach 2011.
- „und nahm die Lutherei täglich zu“. Die Reformation in Biberach und ihre Folgen (= Biberacher Geschichte(n), Band 4). Biberacher Verlagsdruckerei, Biberach 2017, ISBN 978-3-943391-96-1.
- Streiflichter aus der Biberacher Geschichte. Von den Anfängen bis ins 20. Jahrhundert. Zepp-Text, Biberach 2020, ISBN 978-3-982216-00-3.
- Biberacher Miniaturen. Geschichte in Lebensbildern und in erlebten Geschichten. Zepp-Text, Biberach 2022, ISBN 978-3-98221-608-9.
- Neues aus Alt-Biberach. Zur Geschichte einer oberschwäbischen Reichsstadt. Zepp-Text, Biberach 2024, ISBN 978-3-9825291-1-0.